# Power Macintosh 5000 sorozat
A Power Macintosh 5000 sorozat öt modellből állt – 5200 LC, 5260, 5300 LC, 5400 és 5500 –, mindegyik gép a Power Macintosh számítógépek közé tartozott. A gépeket az Apple fejlesztette, gyártotta és forgalmazta 1995. április 3. és 1998. március 31. között. Az 5000-es sorozat jellemzője, hogy a kijelző a számítógéppel egy házba került, a sorozatot az Apple az oktatási piacra szánta az Egyesült Államokban. Minden modellnek több verziója létezett, jellemzően apróbb konfigurációs eltérésekkel. Egy verziókat csak Európában, vagy Japánban vagy Ausztráliában forgalmaztak. Sok verziónak létezett Performa verziója is.

## Power Macintosh 5200 LC és Power Macintosh 5300 LC
A Power Macintosh 5200 LC számítógépet 1995. április 3. és 1996. április 13., a Power Macintosh 5300 LC számítógépet 1995. augusztus 28. és 1996. április 1. között között gyártotta és forgalmazta az Apple. Mindkét gép a Power Macintosh számítógép-családba tartozott és nem a Macintosh LC számítógép-családba. A Power Macintosht szokás Power Mac-ként vagy PM-ként említeni szóban és írásban, az Apple hivatalosan az első G4-es Power Macnél használta a Power Mac megnevezést. Az LC az alacsony költség és színes kijelző (low-cost, color) rövidítése.
A Power Macintosh 5200 LC-t 1995 áprilisában mutatták be 75 MHz-es PowerPC 603 processzorral. Ez a gép váltotta Macintosh LC 500 sorozat gépeit. Az 5300 szám feletti, későbbi modellek PowerPC 603e processzorosak voltak, de megtartották ugyanazt az alaplap-kialakítást. Ellentétben a korábbi modellekkel, ahol a modellszám elé  került az „LC“ jelzés, az 5200/5300-as modelleknél az „LC“ a modellszám mögé került.
Az 5200 ugyanazt az alaplapot és áramköröket használta, mint amelyeket a pár hónappal később bemutatott PM 6200.
„A minden–egyben dizájn ugyanazt az Apple szellemiséget tükrözi, min az eredeti Macintosh. A megtévesztő minimalizmus megcáfolja a gép használhatóságát. Az Apple ismét rájött, hogyan lehet a lehető legegyszerűbb formába csomagolni egy teljes funkcionalitású számítógépet [...] Elődei, köztük a Performa 520, 550, 575 és most az 580, mind jó funkcionalitást és értéket kínálnak, de hiányzik belőlük az 5200-as dizájn integritása.“ – állította a MacWorld magazin vezércikke.
A kijelző és a gép közös házban volt. A 15 hüvelykes katódsugárcsöves monitor csak 12,8 hüvelykes felülete volt látható. Az eszköz maximális felbontási képessége 832x624 képpont volt.
1996 tavaszán számos felhasználónak problémát okozott a rendszer lefagyása vagy a színeltolódások. A problémát szoftverfrissítéssel nem lehetett megoldani. Az Apple – szokása szerint nem ismerte el a hibát, nem kezdeményezett termékvisszahívást. Viszont elindította a „Javítási bővítési program az Apple Power Macintosh és Performa 5200, 5300, 6200 és 6300 számára.“ programot. A program hét évig volt érvényben.

### PM 5200 LC és PM 5300 LC mutációk, verziók, variációk
- 1995. április 3. Power Macintosh 5200/75 LC: Csak az oktatási piacon értékesítették.[4]
- 1995. május 1. Macintosh Performa 5200CD[5]
- 1995. május 1. Macintosh Performa 5210CD, csak Ázsiában és Európában kapható.
- 1995. július 17. Macintosh Performa 5215CD: A Performa 5200CD más szoftvercsomaggal.
- 1995. július 17. Macintosh Performa 5220CD, csak Ázsiában és Európában kapható.
- 1995. augusztus 28. Power Macintosh 5300/100 LC
- 1995. október 17. Macintosh Performa 5300CD: A Power Macintosh 5300 LC fogyasztói verziója.[14]
- 1995. október 17. Macintosh Performa 5300CD DE
- 1995. október 17. Macintosh Performa 5320CD, csak Európában és Ázsiában kapható.[16]

### PM 5200 LC és PM 5300 LC technikai leírás
A kijelzővel egybeépített PM 5200 LC súlya 21,3 kg, magassága 445 mm, szélessége 384 mm és mélysége 406 mm volt. A számítógépet 75 MHz-es PowerPC 603 processzor vezérelte (L1 cache: 16kB, L2 cache: 256k), a rendszerbusz 37,5 MHz-en működött. Az adatokat a 500 MB IDE belső merevlemezre lehetett elmenteni. Külső adattárolási lehetőséget az 1,44 MB kapacitású hajlékonylemez meghajtó és 2x, 4x CD-ROM kínált. A gépet System 7.5.1 operációs rendszerrel szállították. A kettő memória helyre az alapkonfigurációban 8 MB (80 ns) memóriát ültettek, maximálisan 64 MB kezelésére volt képes a gép a gyári specifikáció szerint. A számítógép beépített kijelzője 640x480 képpont felbontásra volt képes. A kép megjelenítést 1 MB videó-memória támogatta. A gépnek nem volt Ethernet csatlakozása és nem volt beépített modeme. A gépnek a következő csatlakozói voltak: egy ADB, egy DB-25 SCSI-hoz, két Geoport, és egy mikrofon (Plain Talk). A gép bővíthetőségét szolgálta egy LC PDS bővítőhely. Külső SCSI eszköz (merevlemez) csatlakoztatására is volt lehetőség.
A kijelzővel egybeépített PM 5300 LC súlya 21,3 kg, magassága 445 mm, szélessége 384 mm és mélysége 406 mm volt. A számítógépet 100 MHz-es PowerPC 603e processzor vezérelte (L1 cache: 32kB, L2 cache: 256k), a rendszerbusz 40 MHz-en működött. Az adatokat a 1,2 GB IDE belső merevlemezre lehetett elmenteni. Külső adattárolási lehetőséget az 1,44 MB kapacitású hajlékonylemez meghajtó és 4x CD-ROM kínált. A gépet System 7.5.1 operációs rendszerrel szállították. A kettő memória helyre az alapkonfigurációban 16 MB (80 ns) memóriát ültettek, maximálisan 64 MB kezelésére volt képes a gép a gyári specifikáció szerint. A számítógép beépített kijelzője 640x480 képpont felbontásra volt képes. A kép megjelenítést 1 MB videó-memória támogatta. A gépnek nem volt Ethernet csatlakozása és nem volt beépített modeme. A gépnek a következő csatlakozói voltak: egy ADB, két soros,  egy DB-25 SCSI-hoz, és egy mikrofon (Plain Talk). A gép bővíthetőségét szolgálta egy LC PDS bővítőhely. Külső SCSI eszköz (merevlemez) csatlakoztatására is volt lehetőség.

## Power Macintosh 5260
A Power Macintosh 5260 számítógépet az Apple gyártotta és forgalmazta 1996. március 10. és 1996. december 1. között. A Power Macintosh 5260 a Power Macintosh számítógép-családba tartozott. A Az Apple akkori gyakorlatának megfelelően a PM 5260-ast elsősorban az észak-amerikai oktatási piacon értékesítették, míg a modell Performa verziókat a fogyasztói piacon terjesztették. Az 5260 gyártása megszűnt, amikor 1997 elején bemutatták a Power Macintosh 5500-at.
A Power Macintosh 5260 a PM 5200 LC gépet váltotta. Az 5000-es sorozatra jellemzően ezt a gépet is egy házba építette a kijelzővel az Apple. A PowerPC 603 helyett az újabb és gyorsabb PowerPC 603e processzorral szerelték. A gép nevéből elmaradt az „LC“ jelzés, bár a PM 5260 rendelkezett az LC-re jellemző Processor Direct Slot-al és egy másik bővítőhellyel, ahová L2 cache kártya volt helyezhető.

### PM 5260 mutációk, verziók, variációk
- 1996. április 15. Power Macintosh 5260/100: észak-amerikai oktatási modell
- 1996. április 15. Macintosh Performa 5260CD
- 1996. április 15.Macintosh Performa 5270CD, csak Európában és Ázsiában értékesítették.
- 1996. október 1. Power Macintosh 5260/120
- 1996. október 1. Macintosh Performa 5260/120, csak Kanadában és Ausztráliában értékesítették.
- 1996. november 12. Macintosh Performa 5280, csak Japánban értékesítették.

### PM 5260 technikai leírás
A kijelzővel egybeépített gép súlya 20,4 kg, magassága 445 mm, szélessége 384 mm és mélysége 406 mm volt. A számítógépet 100 MHz-es PowerPC 603e processzor vezérelte (L1 cache: 32kB, L2 cache: 256k (opc.)), a rendszerbusz 40 MHz-en működött. Az adatokat a 800 MB IDE belső merevlemezre lehetett elmenteni. Külső adattárolási lehetőséget az 1,44 MB kapacitású hajlékonylemez meghajtó és 4x CD-ROM kínált. A gépet System 7.5.3 operációs rendszerrel szállították.
A kettő memória helyre az alapkonfigurációban 8 MB, 16 MB (80 ns) memóriát ültettek, maximálisan 64 MB kezelésére volt képes a gép a gyári specifikáció szerint. A számítógép beépített kijelzője 640x480 képpont felbontásra volt képes. A kép megjelenítést 1 MB videó-memória támogatta. A gépnek nem volt Ethernet csatlakozása és nem volt beépített modeme. A gépnek a következő csatlakozói voltak: egy ADB, két soros,  egy DB-25 SCSI-hoz, és egy mikrofon (Plain Talk). A gép bővíthetőségét szolgálta egy LC PDS bővítőhely. Külső SCSI eszköz (merevlemez) csatlakoztatására is volt lehetőség.

## Power Macintosh 5400
A Power Macintosh 5400 számítógépet az Apple gyártotta és forgalmazta 1996. április 13. és 1997. február 17. között. A Power Macintosh 5400 a Power Macintosh számítógép-családba tartozott.
A PM 5400 is monitorral egybeépített számítógép volt, a Power Macintosh 5200 LC-t váltotta fel. A hardver nagyrészt megegyezett az álló házas Power Macintosh 6400 hardverével – a fejlesztés során a PM 5400 az Excalibur nevet kapta, az alaplap fejlesztői kódneve Alchemy, illetve Gazelle volt. Ez volt az első többfunkciós Macintosh, amely támogatta a PCI-bővítést
A PM 5400-t csak az oktatási piacokon adták el. A gép Macintosh Performa márkájú változatit jellemzően Európában, Ázsiában és Ausztráliában árulták, míg a kisebb teljesítményű Performa 5300CD-t Amerikában 1996 nagy részében árulták.
Az erősebb 275 MHz Power Macintosh 5500-at pár nap késéssel mutatták be, a két PM 5500-ast egymás mellett árulták. A PM 5000 sorozat gépei egészen a Power Macintosh G3 All-In-One 1998. áprilisi megjelenéséig forgalomban maradtak.

### PM 5400 mutációk, verziók, variációk
- 1996. április 15. Power Macintosh 5400/120
- 1996. április 22. Macintosh Performa 5400CD: az 5400/120 fogyasztói változata.
- 1996. április 22. Macintosh Performa 5410CD: az 5400CD Ethernet nélküli változata. Nem értékesítik az Egyesült Államokban.
- 1996. április 22. Macintosh Performa 5420CD: Nem értékesítik az Egyesült Államokban.
- 1996. augusztus 5. Macintosh Performa 5400/160: Csak Ázsiában és Európában elérhető verzió 160 MHz-es CPU-val.
- 1996. augusztus 5. Macintosh Performa 5400/180 (DE): Csak Ázsiában és Európában 180 MHz-es változat fekete tokban. A "DE" (Director's Edition) csak Ausztráliában volt elérhető, és 24 MB RAM-mal, beépített TV tunerrel, távirányítóval és nagyobb merevlemezzel rendelkezik.
- 1996. október 1. Power Macintosh 5400/180: Ugyanaz, csak 180 MHz-es processzorral.[7]
- 1996. november 12. Macintosh Performa 5430: Az 5400/160 csak Ázsiában és Európában elérhető változata, de 24 MB RAM-mal.[8]
- 1996. november 12. Macintosh Performa 5440: Az 5400/180 csak Ázsiában és Európában használható változata, csak normál szürke tokban.
- 1997. február 17. Power Macintosh 5400/200: Oktatási verzió 24 MB RAM-mal és 200 MHz-es processzorral[10]

### PM 5400 technikai leírás
A kijelzővel egybeépített gép súlya 21,3 kg, magassága 445 mm, szélessége 384 mm és mélysége 406 mm volt. A számítógépet 120 MHz-es PowerPC 603e processzor vezérelte (L1 cache: 32kB, L2 cache: 256k (opc.)), a rendszerbusz 40 MHz-en működött. Az adatokat a 1,6 GB IDE belső merevlemezre lehetett elmenteni. Külső adattárolási lehetőséget az 1,44 MB kapacitású hajlékonylemez meghajtó és 4x, 8x CD-ROM kínált. A gépet System 7.5.3 operációs rendszerrel szállították. Az alaplapra 8 MB memória került. A kettő memória helyre az alapkonfigurációban 16 MB (70 ns) memóriát ültettek, maximálisan 136 MB kezelésére volt képes a gép a gyári specifikáció szerint. A számítógép beépített kijelzője 640x480 képpont felbontásra volt képes. A kép megjelenítést 1 MB videó-memória támogatta. A gép egy portot – RJ-45 – kínált Ethernet csatlakozáshoz és nem volt beépített modeme. A gépnek a következő csatlakozói voltak: egy ADB,  egy DB-25 SCSI-hoz, két Geoport, és egy mikrofon (Plain Talk). A gép bővíthetőségét szolgálta egy LC PDS bővítőhely. Külső SCSI eszköz (merevlemez) csatlakoztatására is volt lehetőség.

## Power Macintosh 5500
A Power Macintosh 5500 számítógépet az Apple gyártotta és forgalmazta 1997. február 17. és 1998. március 31. között. A Power Macintosh 5500 a Power Macintosh számítógép-családba tartozott.

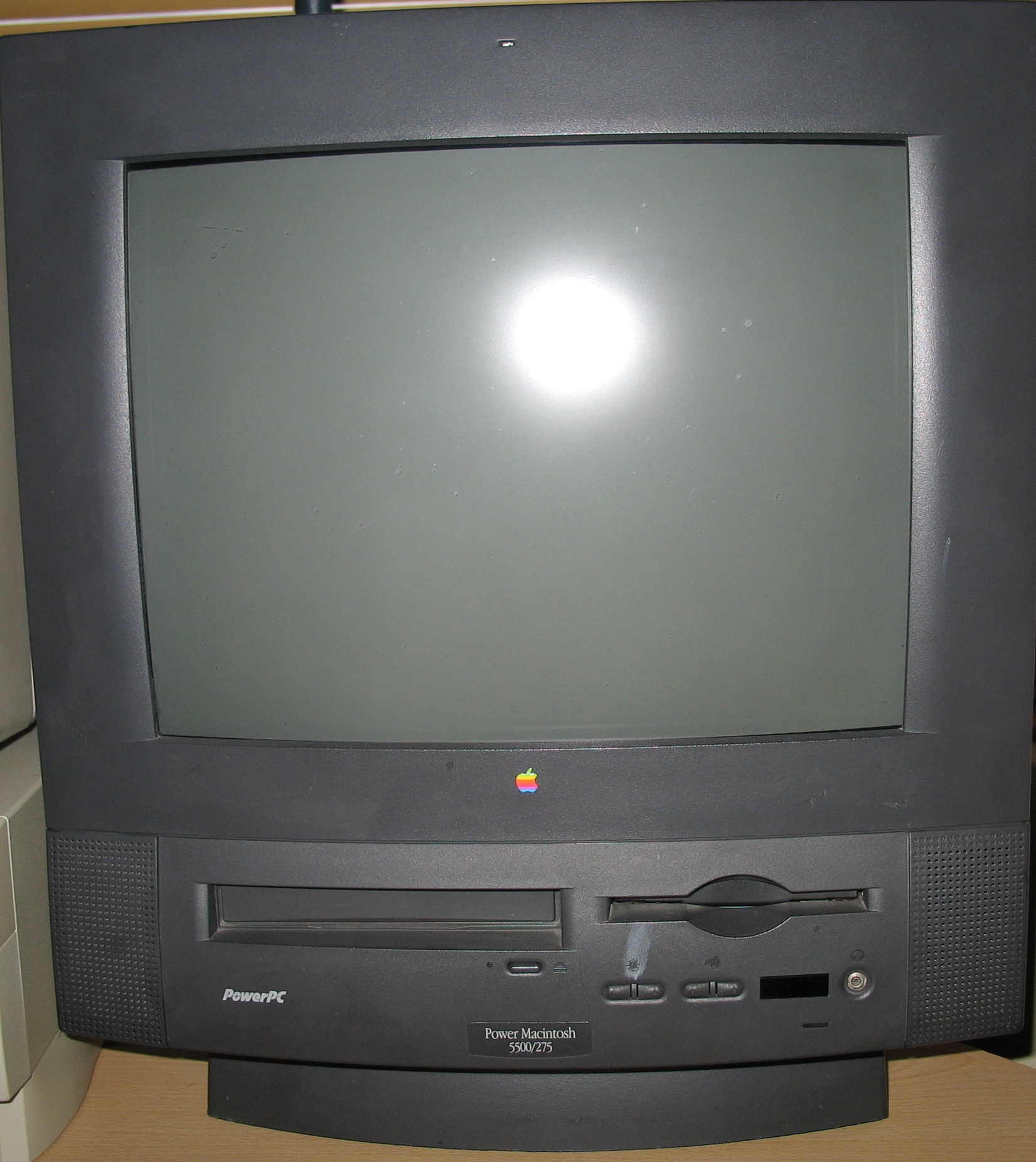
A fekete Power Macintosh 5500

A Power Macintosh 5500 is kijelzővel egybeépített számítógép volt. A gépet a PowerPC 603ev processzor 225 MHz, 250 MHz és 275 MHz sebességű verzió hajtották. Az Apple az oktatási piac számára fejlesztette a Power Macintosh 5500-at, a PM 5400-t felváltandó. A 225 és 250 MHz-es modellek bézs és fekete színben készültek, míg a ritkább 275 MHz-es csak fekete színben volt kapható.

### PM 5500 mutációk, verziók, variációk
- 1997. február 17. Power Macintosh 5500/225
- 1997. február 17. Power Macintosh 5500/250, adott konfigurációban csak Japánban és Ausztráliában kapható.
- 1997. február 17. Power Macintosh 5500/250, adott konfigurációban csak az Egyesült államokbeli oktatási ügyfelek számára
- 1997. február 17. Power Macintosh 5500/250, Ausztráliában fekete Directors Editiont (DE jelzés) adtak ki.
- 1997. március 1. Power Macintosh 5500/275: Európában értékesítették.
- Power Macintosh ONE/225: Ugyanaz, mint az 5500/225, amelyet az Egyesült Királyság oktatási piacán értékesítettek, l. a Xempar történetet.

A Xemplar történet
A Xemplar-t 1996-ban alapította egyenlő tulajdonaránnyal az angol Acorn cég és az Apple, hogy számítógépeket és szolgáltatásokat értékesítsen az Egyesült Királyság oktatási piacán. Az „elképzelhetetlennek érdekházasságnak“ nevezett szövetség célja a két cég romló üzleti eredményének megfordítása volt. Az Apple piacot szeretett volna szerezni, az Acornnak megfelelő termékre volt szüksége. Az angol cég korábban is érdeklődött a PowerPC technológia iránt. Egy 1998-as felmérés megállapította, hogy az Apple és az Acorn rendszerek akkoriban igen elterjedtek voltak az Egyesült Királyság általános (47%) és középiskoláiban (33%). Az együttműködést nem koronázta siker, ezért az Apple 2014-ben felvásárolta az Acorn részét három millió fontért és megszüntette a vállalkozást. Az együttműködés alatt a PM 5500 speciális változatát, a Power Macintosh ONE/225 gépet forgalmazták. Valószínűleg ez az egyetlen Apple által gyártott Macintosh, amin nem az Apple alma logója látható, hanem egy piros X.

### PM 5500 technikai leírás
A kijelzővel egybeépített gép súlya 21,3 kg, magassága 445 mm, szélessége 384 mm és mélysége 406 mm volt. A számítógépet 225 MHz-es PowerPC 603e processzor vezérelte (L1 cache: 32kB, L2 cache: 256k), a rendszerbusz 50 MHz-en működött. Az adatokat a 2,0 GB IDE belső merevlemezre lehetett elmenteni. Külső adattárolási lehetőséget az 1,44 MB kapacitású hajlékonylemez meghajtó és 12x, 24x CD-ROM kínált. A gépet System 7.5.5 operációs rendszerrel szállították. A kettő memória helyre az alapkonfigurációban 32 MB (70 ns) memóriát ültettek, maximálisan 128 MB kezelésére volt képes a gép a gyári specifikáció szerint. A számítógép beépített kijelzője 832x624 képpont felbontásra volt képes. A kép megjelenítést 2 MB videó-memória támogatta. A gép egy portot – RJ-45 – kínált Ethernet csatlakozáshoz és nem volt beépített modeme. A gépnek a következő csatlakozói voltak: egy ADB,  egy DB-25 SCSI-hoz, két Geoport, egy S-videó be, egy S-Videó ki és egy mikrofon (Plain Talk). A gép bővíthetőségét szolgálta egy LC PDS bővítőhely. Külső SCSI eszköz (merevlemez) csatlakoztatására is volt lehetőség.

## Technikai adatok táblázatban
A táblázat nem tartalmazza az összes műszaki paramétert. Az egyes modelleknél a bemutatáskor érvényes adatokat soroljuk fel, a későbbi frissítéseket nem. Az adatok az Apple adatlapjáról származnak, a hiányzó adatok – egyes gépeknél a kivezetés időpontja, az összes kijelző adat, üzemóra adat... – az Everymac.com oldalról és a Mactracker alkalmazásból valók. A táblázat nem tartalmazza az összes Power Macintosh számítógépet: hiányzanak az Európában nem forgalmazott gépek. A táblázatban szándékosan nem szerepelnek a Power Macintosh G3, G4 és G5 számítógépek.

| Gép nevebemutatva kivezetveoperációs rendszer      | Méretmagasság szélesség mélység súly           | Processzorprocesszor @órajel L1 és L2 cacherendszerbusz    | Memóriaalap max. @sebességhely, típus                | Háttértármerevlemezkülső adathordozó | Kijelzőmérete felbontása (képpont)           | Grafikavideókártyamemória (max.) VRAM típus | Csatlakozók, bővíthetőségEthernetmodembelső bővítőhelyegyéb |
| -------------------------------------------------- | ---------------------------------------------- | ---------------------------------------------------------- | ---------------------------------------------------- | ------------------------------------ | -------------------------------------------- | ------------------------------------------- | ----------------------------------------------------------- |
| PM 5200 LC1995. ápr. 3. 1996. ápr. 13.System 7.5.1 | 445x384x406 mm 21,3 kg kijelzővel egybeépített | PowerPC 603 @75 MHz L1: 16kB L2:256kBusz: @37,5 MHz        | 8 MB max: 64 MB @80 nskettő hely, 72-pin SIMM        | 500 MB (IDE)2x, 4x CD-ROM            | Beépített 15" Color kijelző 640x480 képpont. | nincs1 MB / 1 MB Integrált                  | –egy LC PDS, egy Comm, egy Video I/O, egy TV                |
| PM 52601996. márc. 10. 1996. dec. 1.System 7.5.3   | 445x384x406 mm 20,4 kg kijelzővel egybeépített | PowerPC 603e @100 MHz L1: 32kB L2:256k (opc.)Busz: @40 MHz | 8 MB, 16 MB max: 64 MB @80 nskettő hely, 72-pin SIMM | 800 MB (IDE)4x CD-ROM                | Beépített 14" Color kijelző 640x480 képpont. | nincs1 MB / 1 MB Integrált                  | –egy LC PDS, egy Comm, egy Video I/O, egy TV                |
| PM 5300 LC1995. aug. 28. 1996. ápr. 1.System 7.5.1 | 445x384x406 mm 21,3 kg kijelzővel egybeépített | PowerPC 603e @100 MHz L1: 32kB L2:256kBusz: @40 MHz        | 16 MB max: 64 MB @80 nskettő hely, 72-pin SIMM       | 1.2 GB (IDE)4x CD-ROM                | Beépített 15" Color kijelző 640x480 képpont. | nincs1 MB / 1 MB Integrált                  | –egy LC PDS, egy Comm, egy Video I/O, egy TV                |
| PM 54001996. ápr. 13. 1997. febr. 17.System 7.5.3  | 445x384x406 mm 21,3 kg kijelzővel egybeépített | PowerPC 603e @120 MHz L1: 32kB L2:256k (opc.)Busz: @40 MHz | 16 MB max: 136 MB @70 nskettő hely, 168-pin DIMM     | 1.6 GB (IDE)4x, 8x CD-ROM            | Beépített 15" Color kijelző 640x480 képpont. | nincs1 MB / 1 MB Integrált                  | Ethernet: RJ-45–egy LC PDS, egy Comm, egy Video I/O, egy TV |
| PM 55001997. febr. 17. 1998. márc. 31.System 7.5.5 | 445x384x406 mm 21,3 kg kijelzővel egybeépített | PowerPC 603e @225 MHz L1: 32kB L2:256kBusz: @50 MHz        | 32 MB max: 128 MB @70 nskettő hely, 168-pin DIMM     | 2.0 GB (IDE)12x, 24x CD-ROM          | Beépített 15" Color kijelző 832x624 képpont. | ATI Rage IIc2 MB / 2 MB Integrált           | Ethernet: RJ-45–egy LC PDS, egy Comm, egy Video I/O, egy TV |

## Power Macintosh számítógépek az időben
| A Power Macintosh számítógépek idővonalon |
| --- |
| |
| A színek kezdete a bemutató időpontja, a forgalmazás több esetben is hónapokkal később kezdődött. Megeshet, hogy egy csík végét kitakarja egy másik csík eleje. Előfordul, hogy a gyártás befejezését követően még egy ideig forgalomban marad a gép adott verziója. A 6100/66 géppel kezdődő sorok az asztali, fekvő Power Macintoshok, a 8100/80 géppel kezdődő sorok az álló Power Macintosok, a kis álló házat szürke csík jelöli. Az 5200/75 LC géppel kezdődő sorok a kijelzővel egybeépített Power Macintoshok. Az Apple adatlapokon nem szereplő adatok forrása az EveryMac. |